# Instituto Movere
O Instituto Movere  é uma organização não governamental, hoje também uma OSCIP (ou Organização da Sociedade Civil de Interesse Público), fundada em São Paulo, em 2004. Procura orientar no combate à obesidade infantil, dentro da faixa etária de 6 a 17 anos, atendendo gratuitamente famílias de baixa renda com a ajuda de voluntários. O instituto atendeu mais de 1,5 mil crianças e adolescentes diretamente, 4,5 mil pessoas indiretamente e em geral, os atendimentos chegam a mais de 31 mil, além da capacitação de cerca de 450 profissionais da área de saúde que, atualmente, servem as demandas de suas comunidades.
A sustentabilidade desse serviço gratuito é realizada seguindo um modelo de negócio social. Através de parcerias com empresas, seus programas de nutrição, psicologia e exercícios físicos são vendidos a baixos preços, visando atender a obesidade de funcionários.
O atendimento fornecido as crianças consiste em trabalhos educativos como: programas de exercícios físicos regulares, reeducação alimentar, cozinha experimental (onde as famílias e seus filhos recebem aulas teóricas e práticas  de culinária), mudança de comportamento e acompanhamento de indicadores clínicos (formados por avaliações antropométricas, nutricionais, psicológicas e de aptidão física). Também realizam palestras com equipe interdisciplinar para as famílias, encaminhamento para exames, transporte e merenda.
A organização mantém seu foco nas atividades físicas, acompanhamento emocional com psicanalistas e a nutrição das crianças e adolescentes, juntamente com o auxílio de suas famílias, evitando ao máximo o uso de medicamentos, a não ser em casos em que realmente são necessários.

## Projetos
- Melhoria na qualidade de vida em crianças e adolescentes obesos de baixa renda

Tem o objetivo de efetivar ações de tratamento e prevenção a obesidade infantil e juvenil nas escolas por intermédio de programas de exercícios físicos periódicos, educação nutricional e assistência clínica, como por exemplo, avaliações posturais e fonoaudiológicas.
- Curso de Aperfeiçoamento em Obesidade Infantil

Voltado para profissionais de saúde, busca ampliar conhecimentos e habilidades para uma maior assistência à saúde e educação das crianças, adolescentes e familiares. Algumas questões abordadas são: o desenvolvimento de capacidades teóricas e práticas para o entendimento do funcionamento básico do organismo; os resultados da obesidade na saúde e na perspectiva de vida; compreensão do sistema de crescimento e progressão adequado durante a infância e adolescência e a forma ideal de acercar crianças e famílias.
- Moverito e Moverita

Personagens confeccionados em bonecos, contendo a pirâmide alimentar impressa em suas roupas. Suas vendas buscam arrecadar recursos para sustentar as obras da ONG. Seus nomes foram selecionados em um concurso realizado no Instituto Movere, que teve uma participação de quase duas mil pessoas, dentre elas crianças, adolescentes e adultos. O ganhador foi um participante da instituição, João Pedro S. Borges, na época com 7 anos.

## Parceiros
- Santa Casa de Misericórdia: responsável pela seleção das crianças atendidas e realização dos exames[1]
- PepsiCo do Brasil: considera a ONG como um dos dez melhores projetos sociais do Brasil[1]
- Brazil Foundation[1]

## Galeria de fotos

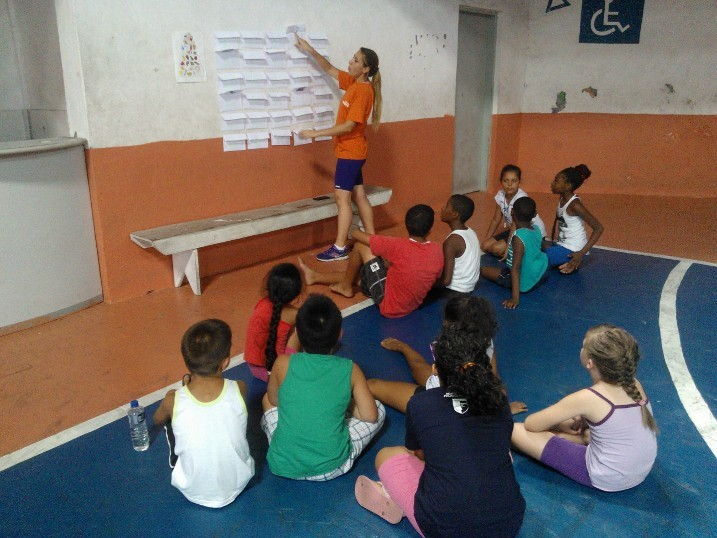
Atividades de Nutrição
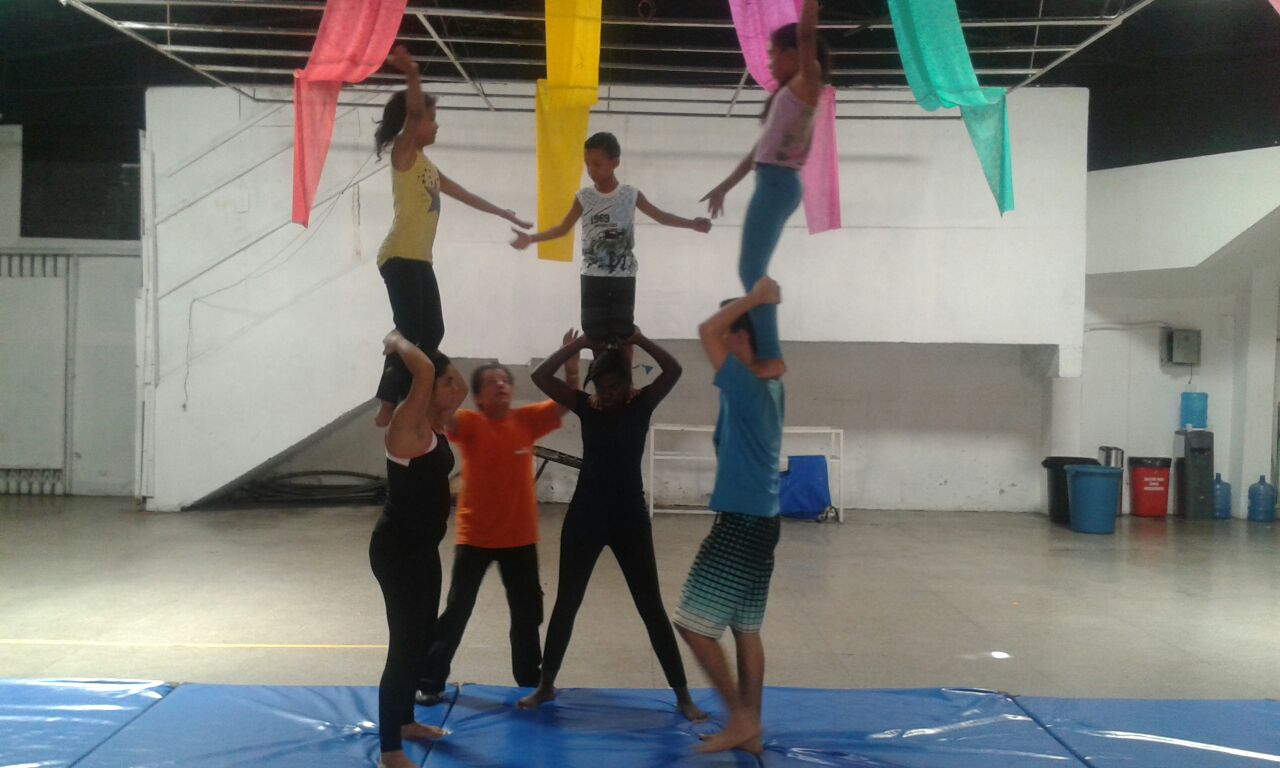
Projeto: Atividades Circences
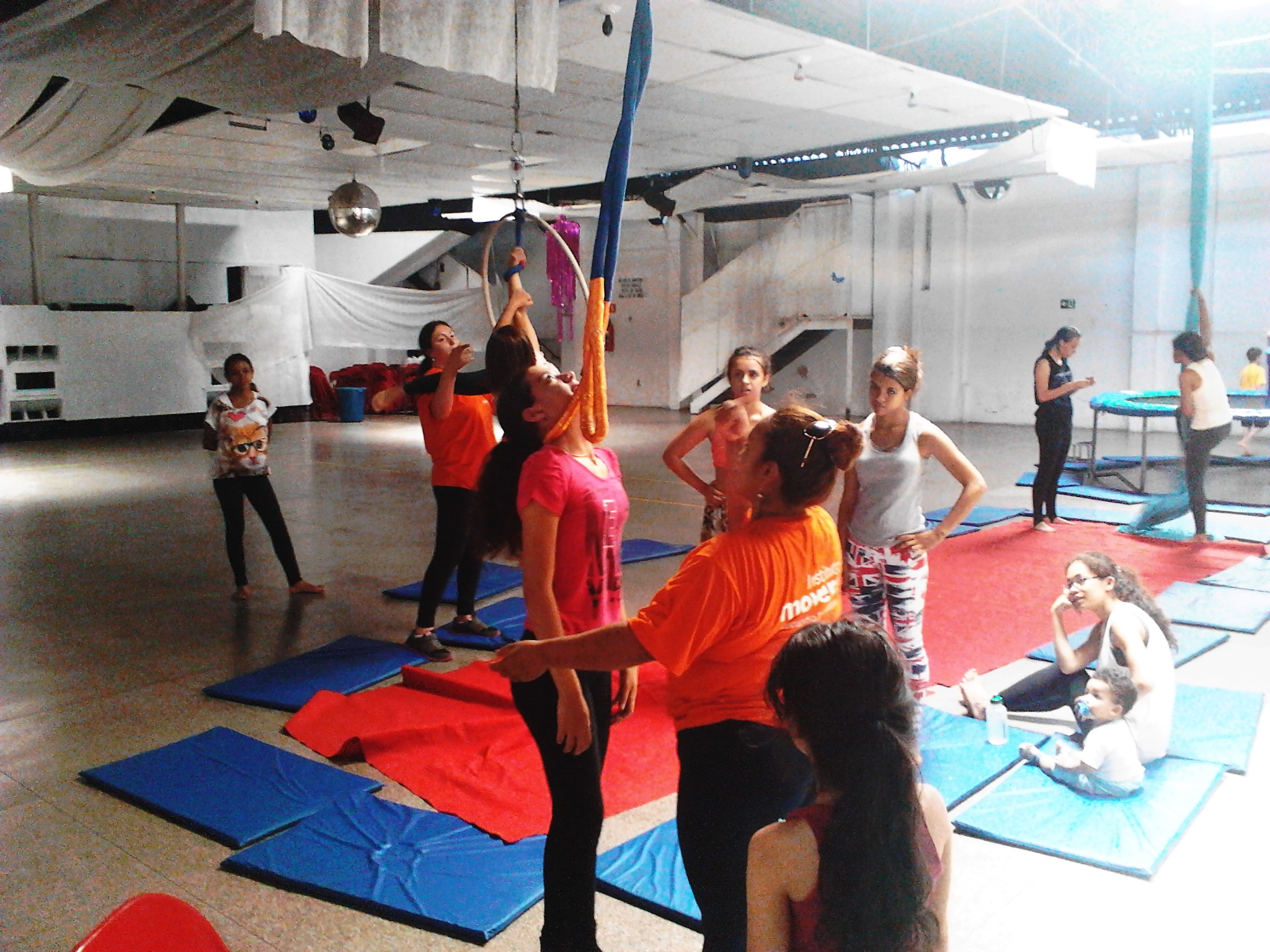
Modalidades de Circo
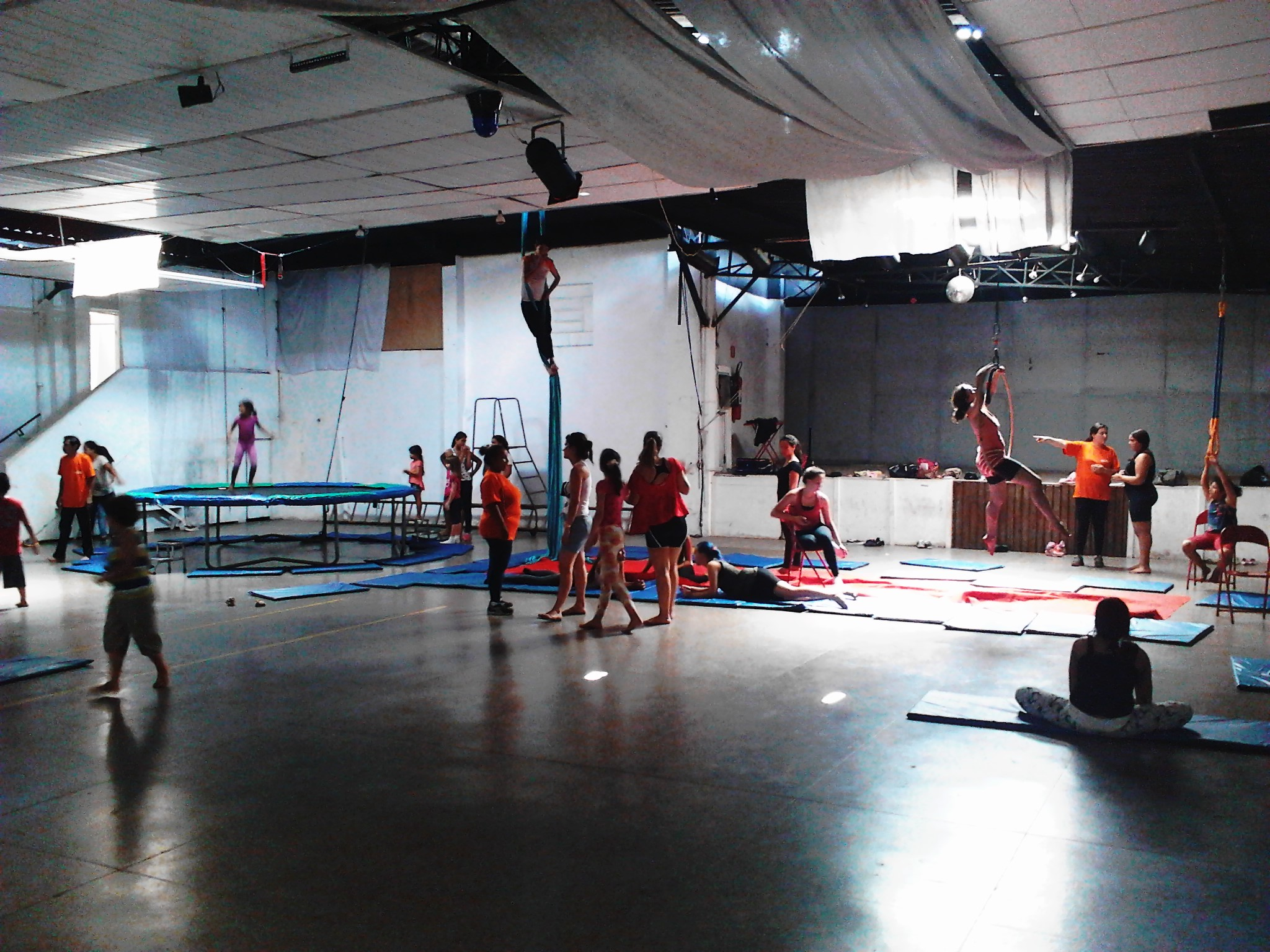
Modalidades de Circo
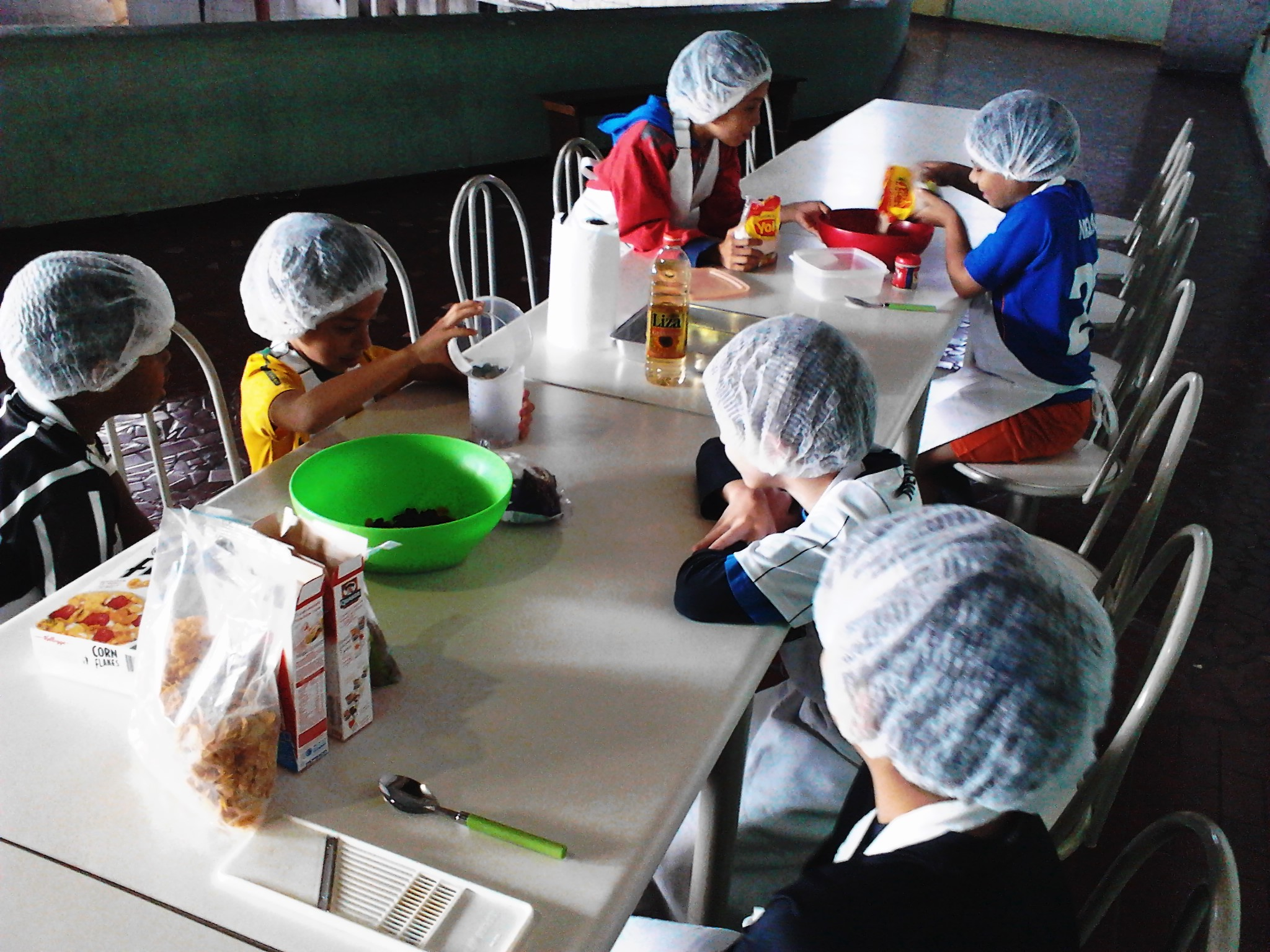
Projeto: Brincando na Cozinha
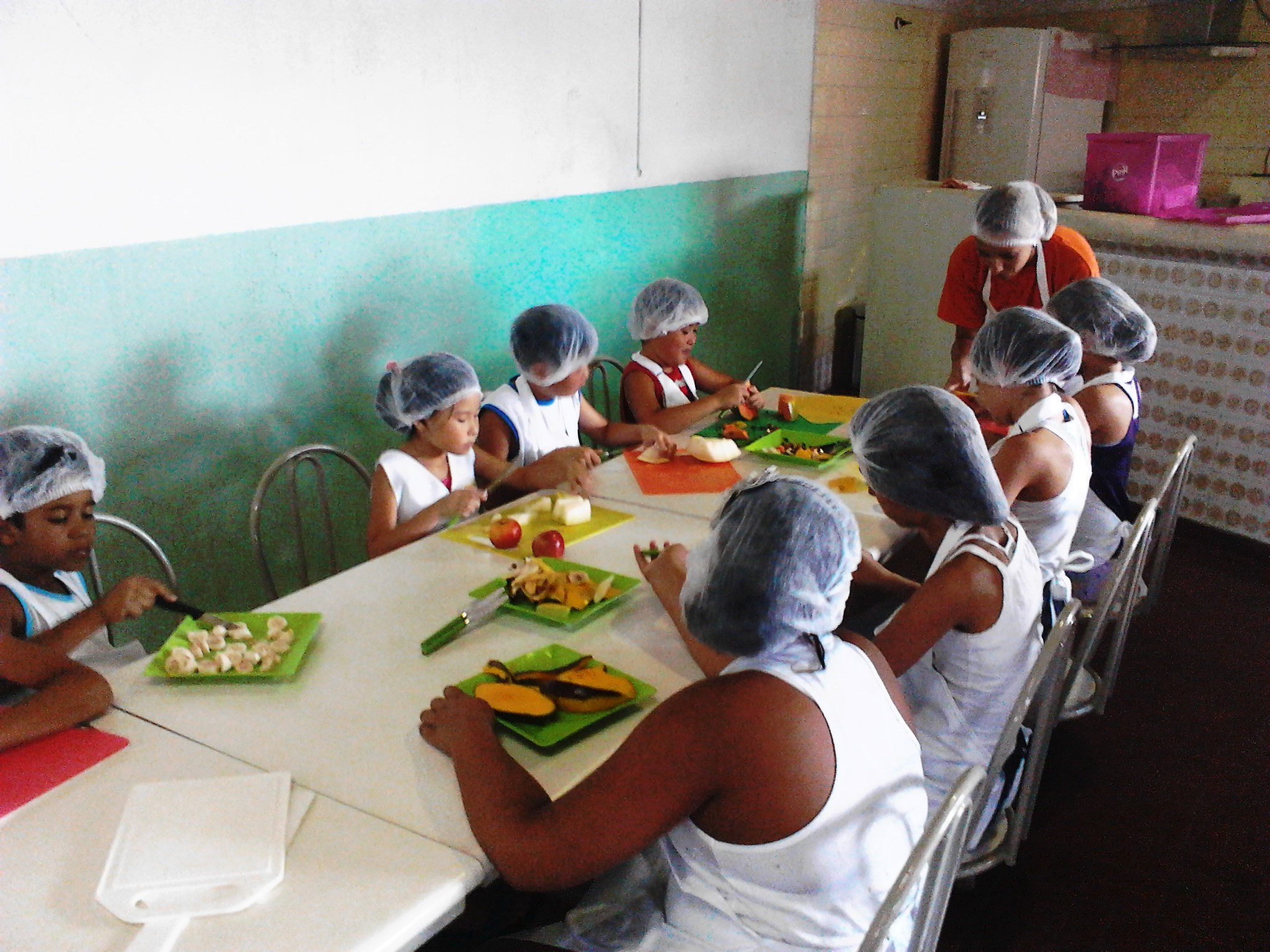
Projeto: Brincando na Cozinha
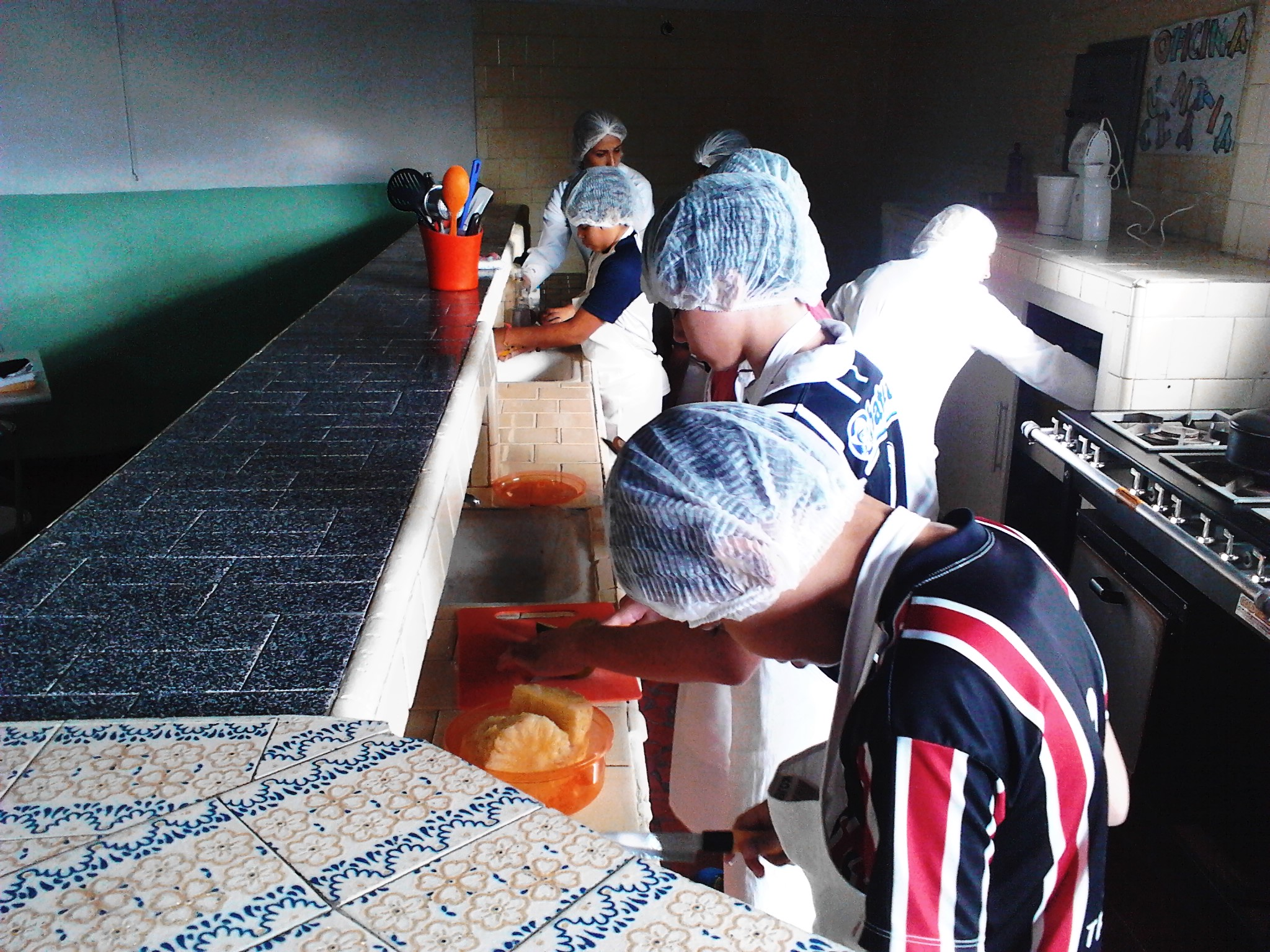
Projeto: Brincando na Cozinha
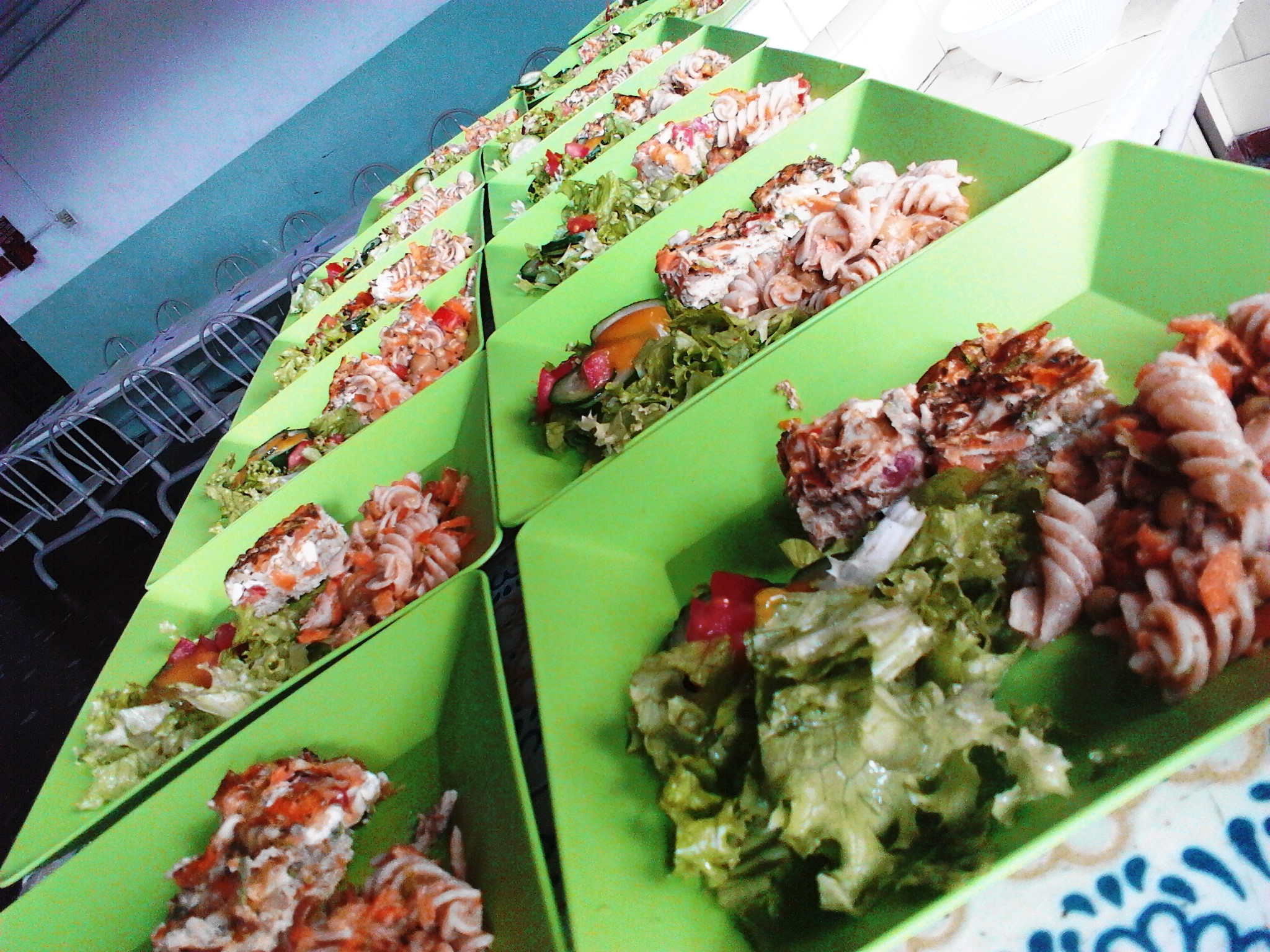
Receita feita no Projeto: Brincando na Cozinha